# Vágar
Vágar (más néven Vágoy, dánul: Vågø) Feröer harmadik legnagyobb szigete. Nevének jelentése Öblök, amelyet a déli partján található három öbölről kapott.
Itt található Feröer repülőtere, a Vágari repülőtér.

## Földrajz

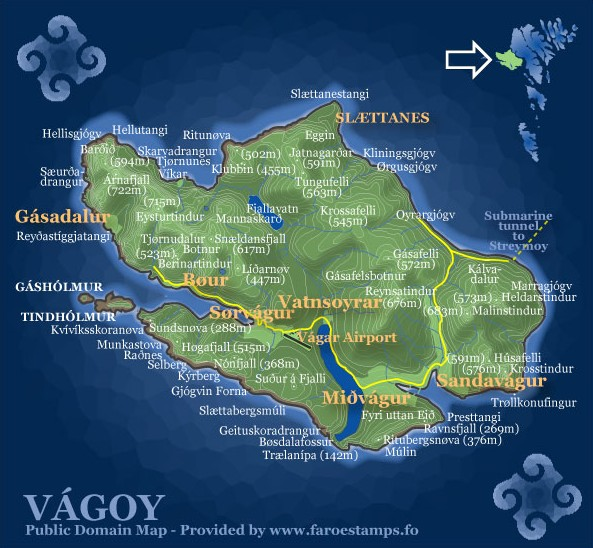
Vágar térképe

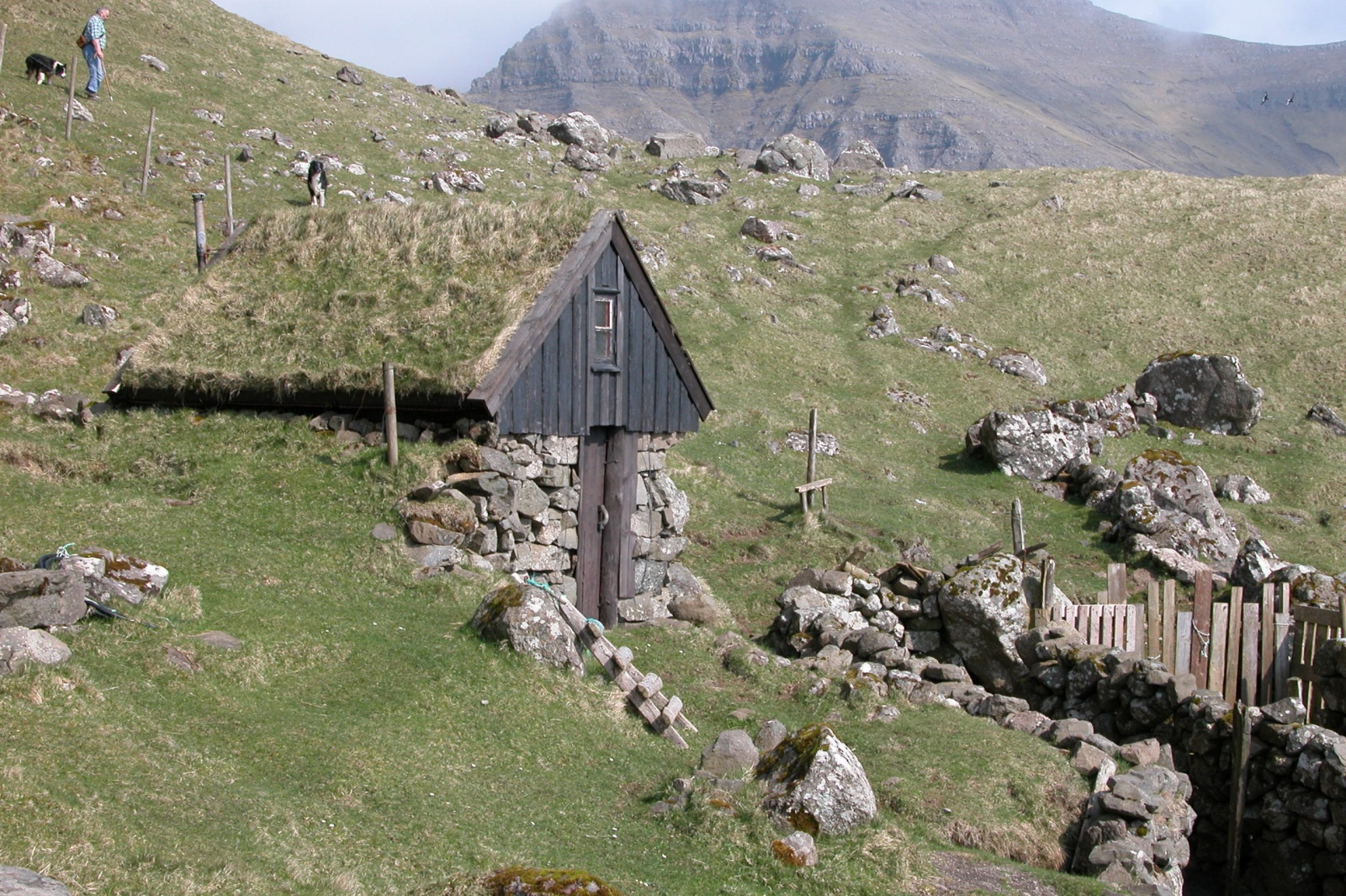
Ház Gásadalurtól északnyugatra

Vágar területe 176,38 km², ezzel a harmadik legnagyobb sziget Streymoy és Eysturoy után. Legmagasabb pontja, az Árnafjall 722 m magas. Itt található Feröer két legnagyobb tava, a Leitisvatn és a Fjallavatn. A sziget alakja egy kutya fejére emlékeztet.

### Élővilág
A sziget madárvilága nemzetközi jelentőségű. A fészkelőhelyek többnyire a sziget északnyugati, nyugati és délnyugati partjain találhatók. Évente több, mint 150 000 pár tengeri madár költ ezeken a területeken. A legjelentősebb fajok az északi sirályhojsza (100 000 pár), a lunda (40 000 pár), a háromujjú csüllő (8 400 pár), az európai viharfecske (5000 pár), a lumma (2700 egyed), az üstökös kárókatona (500 pár), a fekete lumma (400 pár) és a nagy halfarkas (20 pár).
A szigeten jelen lévő vándorpatkány-állomány veszélyt jelent a fészkelő madarakra.

## Népesség
A sziget lakosainak száma 3063 fő (2014). A szigeten három nagy és három kicsi falu található. Korábban volt egy hetedik település is, Víkar, amely azonban 1910-ben elnéptelenedett. A legnagyobb az 1130 lakosú Miðvágur, amely fekvése miatt a sziget központja, rendőrőrssel és orvosi rendelővel.
| Év              | Lakosság |
| --------------- | -------- |
| 1986. január 1. | 2919     |
| 1991. január 1. | 2860     |
| 1996. január 1. | 2586     |
| 2001. január 1. | 2622     |
| 2006. január 1. | 2912     |

## Gazdaság
A tenger hullámzásának energiáját egy, a tervek szerint 2010-ben elkészülő hullámerőmű fogja hasznosítani. A projekt gazdája a SeWave, amely 2008 decembere óta a SEV feröeri elektromos művek kizárólagos tulajdonában van.

## Közlekedés
Vágar szigetén található Feröer egyetlen repülőtere, a Vágari repülőtér. Az angolok építették a II. világháború alatt, majd közel 20 évig kihasználatlanul állt. Ezután felújították, kibővítették, és azóta polgári légikikötőként működik. Évente mintegy 170 000 utas fordul meg itt. Ez feröeri viszonylatban nagy forgalmi terhelést jelent a közlekedési hálózatnak, ezért épült meg 2002-ben a 4900 m hosszú tenger alatti alagút, a Vágatunnilin, amely összeköttetést teremt Streymoy (rajta a főváros, Tórshavn), valamint Eysturoy felé. Az alagút nagy jelentőséggel bír Vágar életében mind az idegenforgalom, mind a mindennapi élet szempontjából.